# Michael Cook

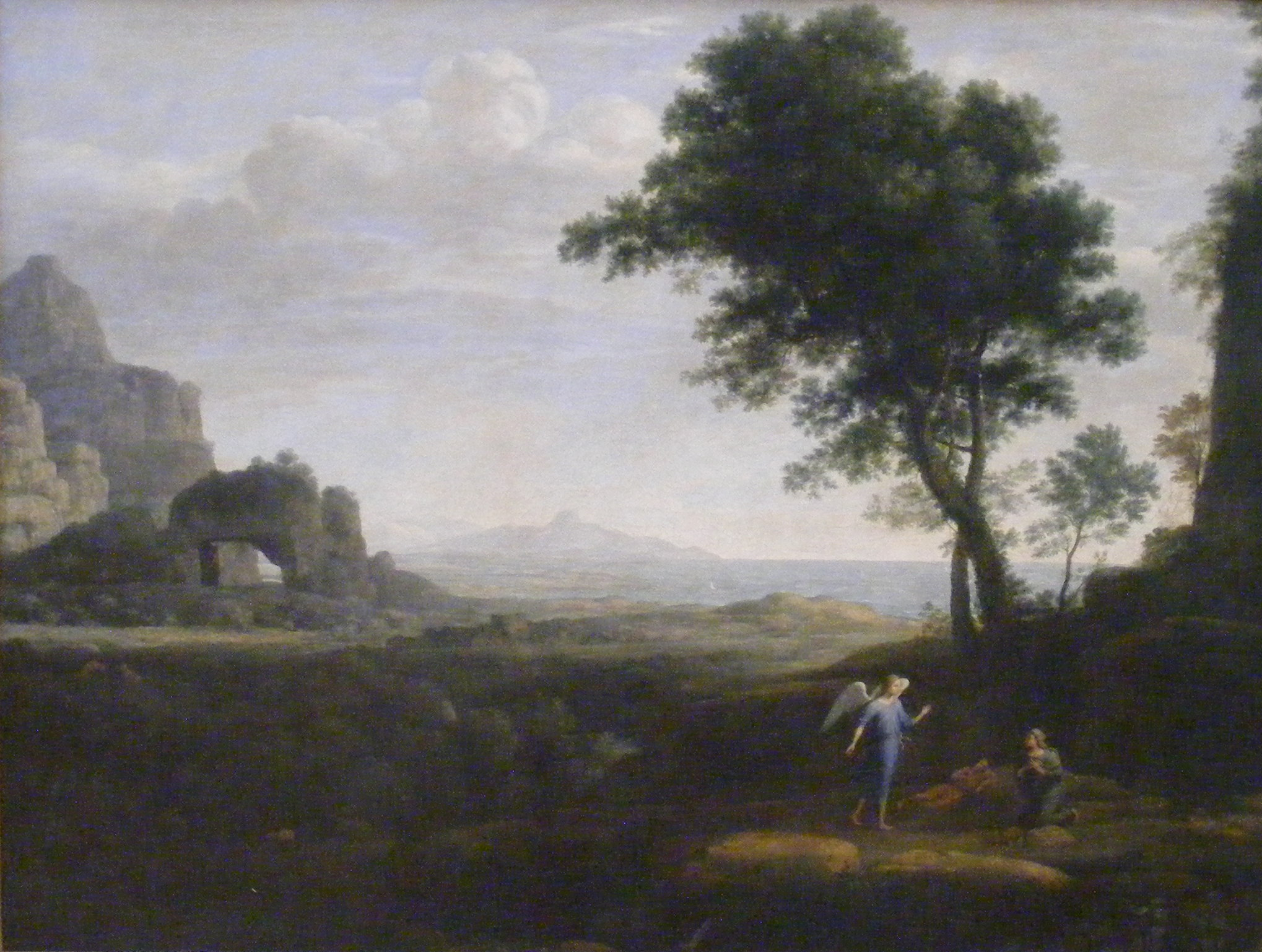
Hagar och Ismael i vildmarken.

Michael Cook, född 24 december 1940, är en brittisk historiker som har forskat om islams tidiga historia.

## Allmänt
Michael Cook verksam vid the Princeton university i Princeton, New Jersey. I boken Hagarism: The Making of the Islamic World, 1977, som han skrev tillsammans med Patricia Crone, presenterades en analys av islams tidiga historia baserad på samtida källor skrivna på arameiska, grekiska, armeniska och syriska. De argumenterade för uppfattningen att islam kunde ses som ett arabiskt stamuppror mot Bysans och mot Persien. De uppmärksammade även judendomens stora betydelse för uppkomsten islam. 